# 集市区 (那不勒斯)

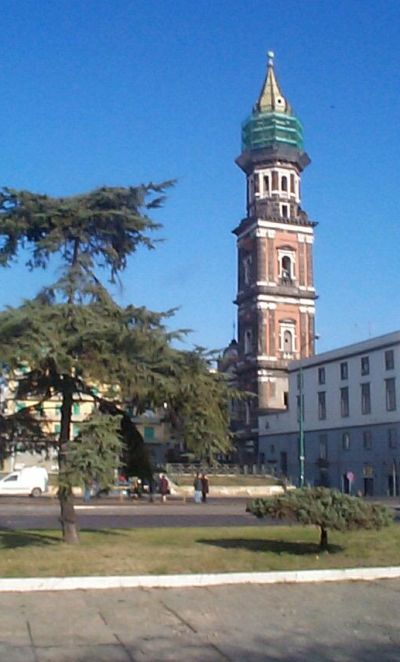
集市区的圣母圣衣圣殿

集市区（Mercato）是那不勒斯的一个区，位于该市的东南部，南侧为工业区。 
该区中心为集市广场，中世纪该市集市所在地。在半月形广场的顶点，是集市圣十字和炼狱堂（Santa Croce e Purgatorio al Mercato）。东西两侧分别可见到圣安利日堂（Sant'Eligio Maggiore）的钟楼与部分立面，以及圣母圣衣圣殿（Santa Maria del Carmine）。这个广场是处死康拉丁的地点。